# Hans Christoff Königsmarck
Hans Christoff Königsmarck, vévoda Tjustský (12. prosince 1605 – 20. února 1663) byl generál švédských vojsk za třicetileté války. V Čechách proslul především obléháním Prahy na samotném konci války (31. července – 1. listopadu 1648).

## Životopis
Narodil se v Kötzlinu (nyní Kyritz), Altmark na území Braniborska jako syn Conrada von Königsmarcka a Beatrix von Blumenthal. Za třicetileté války proslul rychlými výpady a drancováním. Roku 1640 dosáhl hodnosti generála, v roce 1645 se stal guvernérem Brém, v roce 1645 pak člen Švédské státní rady a roku 1655 dosáhl hodnosti polního maršála. V roce 1655 nechal postavit hrad v Lieth a pojmenoval ho po své ženě Agathenburg. Jméno hradu pak nahradilo původní název obce.

## Vojenská kariéra
Vojenskou kariéru zahájil v císařské armádě, ze které v roce 1629 odešel v hodnosti kapitána.
Po vylodění krále Gustava II. Adolfa v Německu roku 1630 vstoupil do švédských služeb. Pod velením generálů Lennarta Torstensona a Carla Gustava Wrangela mu bývalo svěřováno velení samostatně operujícího sboru. S ním pak v Německu drancoval a verboval posily.
Ve službách generála Torstenssona byl neocenitelný pomocník, který mimo jiné hrál hlavní roli ve vítězství v bitvě u Jüterbogu a dobytí arcibiskupství v Brémách. Byl ustaven do role guvernéra Brém, kterou zastával až do své smrti. V roce 1641 spolu s Wrangelem v bitvě u Wolfenbüttelu porazili Rakušany vedené Leopoldem Habsburským.
Königsmarck také přinutil v roce 1645 Jana Jiřího I. Saského, významného císařského spojence, k půlročnímu příměří. V témže roce ale vystřídal Wrangel ve velení nemocného Torstenssona. Königsmarck měl problémy podřídit se velení mladšího Wrangela a jednal nezávisle na jeho rozkazech.
V roce 1648 se jeho vojska rychle přemístila k Praze. Díky znalosti slabiny v opevnění, kterou Königsmarck získal od císařského zběha podplukovníka Arnošta Ottowalského, obsadila Malou Stranu a Pražský hrad a vyrabovala jej. Na přímou žádost královny Kristýny nechal Königsmarck zabavit velmi cenné sbírky císaře Rudolfa II. na Pražském hradě a nechal je převézt do Švédska. Následovalo dlouhé ostřelovaní opevněného zbytku Prahy, přičemž obránci podnikali protiútoky, ale z důvodu nedostatku střelného prachu začali obránci Prahy vyjednávat o příměří. Švédské požadavky byly však natolik potupné, že je obránci odmítli. Mezi 10. a 11. říjnem 1648 byl podepsán Vestfálský mír, ale Švédové v nevědomí dále podnikali útoky na Prahu. Dne 1. listopadu dostal následník švédského trůnu Karel X. Gustav zprávu o podepsání míru. Königsmarck byl donucen ukončit obléhání a stáhnout se. Tato bitva byla poslední velkou bitvou třicetileté války.